# Selektiv perception
Selektiv perception är en psykologisk term som beskriver hur vår hjärna stänger ute saker från vårt medvetande som inte passar vår invanda föreställningsram – "Vi ser det vi vill se och hör det vi vill höra".
Viktiga faktorer som styr denna tolkningsprocess är våra personliga erfarenheter, vårt humör och vår livssituation. Därför varierar uppfattningen av situationer olika från person till person. Ett urval sker i RAS där en stor del av stimuli-informationen sker.
Vår hjärna är inställd på att selektivt sortera bland sådant som ljud- och synintryck för att inte överväldiga oss. Selektiv perception är vår förmåga att sortera bort intryck och vad som är överflödigt. Hjärnan är till exempel programmerad att uppmärksamma mänskligt tal och därför kan det vara svårt att inte lyssna på någons konversation när man sitter på samma buss. Vi kan inte alltid själva välja vad som sorteras bort och inte. Våra sinnens känslighet avtar gentemot stimuli eller intryck som upprepas flera gånger. Detta kallas även för sensorisk adaption och förklarar varför vi bortser från vissa konstanta ljud med tiden.